# Campionat del Món de trialsín Elit
El Campionat del Món de trialsín en categoria Elit fou la màxima competició internacional de trialsín en la seva categoria superior, Elit, durant l'etapa de vigència d'aquesta competició (1986 - 1991). L'organitzava Pere Pi en col·laboració amb una xarxa de delegats estatals de trialsín i era el títol més prestigiós que hom podia aconseguir dins aquest esport. Aquesta categoria fou creada de cara a la tercera edició del campionat (1988), i fins aleshores l'equivalent pel que fa al prestigi varen ser la categoria Sènior (la màxima prevista llavors) i el títol Scratch ("absolut"), vigents entre 1986 i 1987.
Per a competir en aquest campionat calia tenir un mínim de 18 anys i haver competit anteriorment en alguna categoria inferior. Els pilots més destacats eren promoguts a Elit pels organitzadors, en funció del seu palmarès i/o qualitat tècnica.

## Podis finals de les categories Sènior i Scratch

### Sènior
| Edició | Any  | Campió         | Subcampió    | Tercer         |
| I      | 1986 | Daniel Crosset | Hansjörg Rey | Bruno Evrard   |
| II     | 1987 | Daniel Crosset | Bruno Evrard | Miguel Lorenzo |

### Scratch
| Edició | Any  | Campió         | Subcampió  | Tercer         |
| I      | 1986 | Daniel Crosset | Ot Pi      | Dani del Valle |
| II     | 1987 | Ot Pi          | Pep Ribera | Daniel Crosset |

## Podis finals de la categoria Elit
| Edició | Any  | Campió     | Subcampió      | Tercer            |
| III    | 1988 | Pep Ribera | Ot Pi          | Christophe Winand |
| IV     | 1989 | Ot Pi      | Gerd Merkel    | Josef Dressler    |
| V      | 1990 | Ot Pi      | Josef Dressler | Christophe Winand |
| VI     | 1991 | Ot Pi      | Josef Dressler | Libor Karas       |

## Resum estadístic

### Campions múltiples
| Pilot | Títols |
| ----- | ------ |
| Ot Pi | 3      |

### Títols per nacionalitat
| Nacionalitat | Títols |
| ------------ | ------ |
| Catalunya    | 4      |